# Astrid Barqué i Barrachina
Astrid Barqué i Barrachina (Vilafranca del Penedès, 9 de setembre de 1981) és una educadora física i dietista especialitzada en alimentació esportiva. Divulgadora i conferenciant d'hàbits de vida saludables. Ha estat professora de la Universitat de Vic (UVic), de la Universitat Internacional de Catalunya (UIC) i de la Universitat Oberta de Catalunya (UOC) en estudis de grau i de 3r cicle. Actualment és professora de Cicle Formatius de dietètica i condició física a Camp Joliu
Ha col·laborat en diversos mitjans de comunicació com el matinal de Radio Flaixbac "El matí i la mare que el va parir" de Radio Flaixbac del grup Flaix; i també ha participat a televisió, a la cadena Esport3 de Televisió de Catalunya en el Temps d'Aventura i el Club de la Mitjanit, que també s'emet simultàniament a Catalunya Ràdio i on ha parlat d'alimentació i cuina saludable també aplicada a l'àmbit esportiu.
La seva tasca com a dona emprenedora ha estat reconeguda en jornades com Fem Talent i per Dones d'Empresa de la Federació Empresarial del Gran Penedès l'any 2015, i rebent el reconeixement Dona Emprenedora de la FEGP l'any 2018.
En l'àmbit esportiu també ha treballat en la vessant política. Barqué va ser del 2011 al 2013 cap de la sectorial d'esports del partit Solidaritat Catalana per la Independència. Durant l'any 2013, també és membre de la junta de la Federació d'Entitats Excursionistes de Catalunya on crea l'àrea de Transició Nacional amb la missió de treballar per la independència de Catalunya des del món federatiu i esportiu.
És autora del llibre "Sport and cook, menjar més natural per aconseguir millors resultats en l'esport" editat per Viena Edicions el 2015. El llibre és fruit del programa online Sport & Cook, creat per la mateixa Barqué. També és coautora amb altres professors universitaris del llibre editat el 2019 per Dykinson: "Habilidades para la Vida: familia y escuela".